# (3537) Jürgen
(3537) Jürgen es un asteroide perteneciente al cinturón de asteroides, descubierto el 15 de noviembre de 1982 por Edward Bowell desde la Estación Anderson Mesa (condado de Coconino, cerca de Flagstaff, Arizona, Estados Unidos).

## Designación y nombre
Designado provisionalmente como 1982 VT. Fue nombrado Jürgen en honor al científico alemán experto en ciencias planetarias Jürgen Rahe.